# 東義久
東 義久（あづま よしひさ、1949年5月23日 - ）は、日本の小説家。京都府宇治市在住。同志社大学卒業。

## 受賞歴
- 1992年 - 『小説　山城国一揆』で第2回紫式部市民文化賞（宇治市）受賞
- 1996年 - 『京の走り坊さん』で造本装幀コンクール審査委員奨励賞受賞
- 1998年 - 『銀の雨降る』で第7回ザ・ビートルズ・クラブ大賞文学部門優秀賞受賞

## 主な作品・活動
- 『水の夢』同人誌「法螺」（枚方文学の会） 11号 1984年（昭和58年）
- 『人形』同人誌「法螺」（枚方文学の会） 12号 1984年（昭和58年）
- 『お咲き婆の愚痴』同人誌「法螺」（枚方文学の会） 12号 1984年（昭和58年）
- 『千代絵の星』同人誌「法螺」（枚方文学の会） 13号 1995年（昭和59年）
- 『錆びた拳銃』同人誌「法螺」（枚方文学の会） 14号 1995年（昭和59年）
- 『恋愛遊戯』同人誌「法螺」（枚方文学の会）15号 1995年（昭和59年）
- 『約束』同人誌「法螺」（枚方文学の会） 16号 1995年（昭和59年）
- 『鳥のように』同人誌「法螺」（枚方文学の会） 17号 1986年（昭和60年）
- 『陰金抄』同人誌「法螺」（枚方文学の会） 18号 1986年（昭和60年）
- 『風狂の栞』同人誌「法螺」（枚方文学の会） 19号 1987年（昭和61年）
- 『夢市場』かもがわ出版 360枚 1987年（昭和61年）
- 『夜が明けたら』「関西文学1987年3月号」 1987年（昭和61年）
- 『銀の雨降る』 1987年（昭和61年）
- 『西口克己』追悼集 かもがわ出版 1987年（昭和61年）
- 『メジャー７の憂鬱』 1987年（昭和61年）
- 『泣く電話』同人誌「法螺」（枚方文学の会） 21号 1988年（昭和62年）
- 『一種の病気』津田夫人学級 1990年（平成2年）
- 『小説　山城国一揆』図書出版文理閣 1990年（平成2年）
- 『ブルースに嫉妬する夜』同人誌「るつぼ」第2号 1990年（平成2年）
- 『夏の境界』同人誌「法螺」（枚方文学の会）第29号 1992年（平成4年）
- 『ロール　オーバー　ザ　太宰治』 1993年（平成5年） 1992年（平成4年）
- 『京の走り坊さん』クレオ 1995年（平成7年）
- 『びわこボーイ』 1995年（平成7年）
- 『むすぶくんの友だち』 1995年（平成7年）
- 『紙芝居の怪人』 1996年（平成8年）
- 『伯耆富士、鬼の恋』 1996年（平成8年）
- 『絵がたり山城国一揆』 図書出版文理閣 1998年（平成10年）
- 『寺院への道』 1998年（平成10年）
- 『面白人間大集合』小林宏行との共著 1998年（平成10年）
- 『木津川を泳いだ大仏さん』童話版 1998年（平成10年）
- 『どうせんぼうのどうえもんとせんごろう』 1998年（平成10年）
- 『水の心』 第一回やまなみ音楽祭 1998年（平成10年）
- 『ホルマリン漬けの蛇』 1998年（平成10年）
- 『緑の約束』 1998年（平成10年）
- 『餓鬼と大茶盛』 1999年（平成11年）
- 『初めてのネクタイ』 2000年（平成12年）
- 『春咲き川』 図書出版文理閣 2000年（平成12年）
- 映画 『アイ・ラヴ・フレンズ』 小説版 図書出版文理閣 2001年（平成13年）
- 『春咲き川』 図書出版文理閣 2003年（平成15年）
- 『南山城隠れ古寺』 2003年（平成15年）
- 『やましろ　復刊18号』 2003年（平成15年）
- 『木津川を泳いだ大仏』 京都放送劇団により上演 2005年（平成17年）
- 『山城国一揆（ビデオ）』 綴喜ライオンズクラブ制作 2005年（平成17年）
- 『木津川を泳いだ大仏さん』やましろ２０号掲載 2005年（平成17年）
- 『木津川を泳いだ大仏 - 元禄山城有情』 図書出版文理閣 2006年（平成18年）
- 『山城国一揆国人列伝』 図書出版文理閣 2007年（平成19年）
- 『童話屋でござる』 ＫＣN京都 第一回放映 2008年（平成20年）
- 平城遷都1300年祭市民音楽劇 『1300年の伝言〜遣唐使いのまなり物語』 台本・初演 2010年（平成22年）
- DVD『学徒門脇禎二先生の思い出』 原作 2013年（平成25年）
- 『夜があけたら』（高林陽一監督の脚本との合本）澪標 2013年（平成25年）
- 『童話屋でござる : 13の薬瓶』 澪標 2015年（平成27年）
- 『銀の雨降る』 京都放送劇団により上演 2017年（平成29年）
- 『カンタータ　一休閑話』 台本・初演 2018年（平成30年）
- 『B級京都論　南山城から視た異国京都』澪標 2018年（平成30年）
- 絵本『東北、風の六人衆』澪標 2019年（令和元年）